# Acontia constellata
Acontia constellata är en fjärilsart som beskrevs av Geoffroy 1785. Acontia constellata ingår i släktet Acontia och familjen nattflyn. Inga underarter finns listade i Catalogue of Life.